# Benjamin Thomas (Politiker)

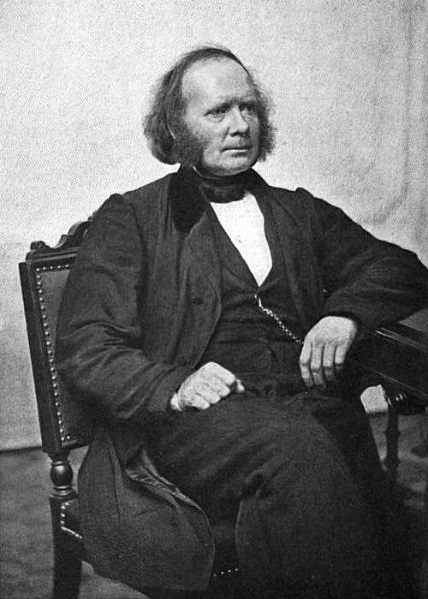
Benjamin Thomas

Benjamin Franklin Thomas (* 12. Februar 1813 in Boston, Massachusetts; † 27. September 1878 in Beverly, Massachusetts) war ein US-amerikanischer Jurist und Politiker. Zwischen 1861 und 1863 vertrat er den Bundesstaat Massachusetts im US-Repräsentantenhaus.

## Werdegang
Im Jahr 1819 zog Benjamin Thomas mit seinen Eltern nach Worcester. Er besuchte zunächst die Lancaster Academy und studierte danach bis 1830 an der Brown University in Providence (Rhode Island). Nach einem anschließenden Jurastudium und seiner 1833 erfolgten Zulassung als Rechtsanwalt begann er in Worcester in diesem Beruf zu arbeiten. In seiner Heimat bekleidete er außerdem verschiedene lokale Ämter. 1842 war er Abgeordneter im Repräsentantenhaus von Massachusetts. Im selben Jahr wurde er Konkursbeauftragter. Zwischen 1844 und 1848 war Thomas als Nachlassrichter tätig. Politisch war er damals Mitglied der Whig Party. Bei den Präsidentschaftswahlen des Jahres 1848 war er einer von deren Wahlmännern, die Zachary Taylor offiziell zum US-Präsidenten wählten. Von 1853 bis 1859 war er Richter am Massachusetts Supreme Court. Danach praktizierte er wieder als privater Rechtsanwalt. 1861 wurde er in die American Academy of Arts and Sciences gewählt.
Nach dem Rücktritt des Kongressabgeordneten Charles Francis Adams wurde Thomas als Unionist bei der fälligen Nachwahl für den dritten Sitz von Massachusetts als dessen Nachfolger in das US-Repräsentantenhaus in Washington, D.C. gewählt, wo er am 11. Juni 1861 sein Mandat aufnahm. Da er im Jahr 1862 nicht zur Wiederwahl antrat, konnte er bis zum 3. März 1863 nur die laufende Legislaturperiode beenden. Diese war von den Ereignissen des Bürgerkrieges geprägt. Nach dem Ende seiner Zeit im US-Repräsentantenhaus arbeitete Benjamin Thomas wieder als Anwalt. Eine Ernennung zum Obersten Richter des Staates Massachusetts scheiterte an der Zustimmung der Legislative. Er starb am 27. September 1878 auf seinem Anwesen in Beverly.